# Mads Clausen

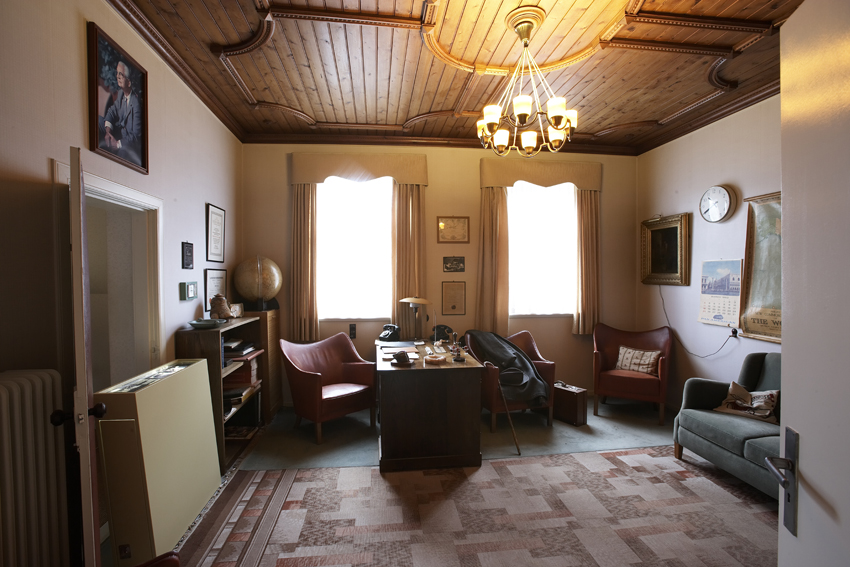
Mads Clausens Arbeitszimmer im Danfoss-Museum in Elsmark, Nordborg; links oben an der Wand ein Bild von ihm

Mads Clausen (* 21. Oktober 1905 in Elsmark (damals Kirchspielsgemeinde Havnbjerg Sogn) auf der Insel Alsen; † 27. August 1966 beim Transport von Elsmark nach Sønderborg) war ein dänischer Fabrikant und Gründer von Danfoss, der größten Industriefirma Dänemarks.

## Leben und Persönlichkeit
Mads (dänisch für „Matthias“) Clausen war Sohn des Landwirts und Hofbesitzers Jørgen Clausen (1875–1949) und der Maren, geb. Frederiksen (1878–1948). Zur Zeit seiner Geburt 1905 gehörte seine Heimatregion Nordschleswig zum Deutschen Reich; erst mit der Abstimmung von 1920 wurde sie wieder dänisch.
Mads Clausens technisches Interesse wurde bereits im Kleinkindalter durch seinen Urgroßvater, den Holzschuh- und Pumpenmacher Jørgen Hansen (1821–1912) geweckt, und nach dessen Tod erbte er als Sechsjähriger dessen Werkzeug. Nach dem Abschluss der Oberrealschule in Sønderborg besuchte Clausen das Maschinenbautechnikum in Odense, das er 1927 als Ingenieur abschloss. Nach Tätigkeiten im Angestelltenverhältnis folgte 1933 die Gründung seiner Firma Danfoss (siehe dazu den zweiten Abschnitt).
Mads Clausen heiratete am 13. Mai 1939 in der Domkirche von Hadersleben Dorothea Emma Andkjær, geborene Hinrichsen (* 20. Oktober 1912 in Hadersleben; † 7. März 2016 im Alter von 103 Jahren), allgemein genannt „Bitten Clausen“. Aus ihrer Ehe gingen fünf Kinder hervor: Karin Clausen (* 1940), Bente Clausen (* 1942), Jørgen Mads Clausen (* 1948), Peter Johan Mads Clausen (* 1949) und Henrik Mads Clausen (* 1953). Bitten Clausen unterstützte ihren Mann bei der Firmenleitung tatkräftig und war nach dessen Tod von 1966 bis 1971 selbst Vorstandsvorsitzende und bis 1988 Zweitvorsitzende; ihr Sohn Jørgen Mads Clausen leitete das Unternehmen von 1996 bis 2008.
Mads Clausen legte Wert darauf, die Abendstunden auszunutzen, und so hatte er noch in der Nacht zu seinem Todestag bis ein Uhr morgens an seinem Schreibtisch gearbeitet. Am nächsten Morgen wurde ihm plötzlich übel, ein Arzt stellte einen Herzanfall fest und ließ Clausen mit dem Krankenwagen in das Landeshospital in Sønderborg bringen, doch trotz unterwegs erfolgter Herzmassage konnte bei seiner Ankunft nur noch sein Tod festgestellt werden. Am 31. August 1966 wurde Mads Clausen unter großer Anteilnahme der Bevölkerung auf dem Friedhof von Havnbjerg beigesetzt; an der Fahrtstrecke des Leichenwagens standen über 10.000 Menschen.
Persönlich war Mads Clausen ein bodenständiger und heimatverbundener Mensch. Selbst bei geschäftlichen Treffen in Kopenhagen zog er es vor, lieber zu einer Würstchenbude als in ein Restaurant zu gehen. Für wohltätige Zwecke oder regionale Kulturförderung spendete er Millionen dänischer Kronen. Berühmt war seine Wortkargheit. Selbst sein Heiratsantrag 1939 verlief ziemlich unpoetisch, da er beim Kaffeetrinken nach einer Gesprächspause von mehreren Minuten seine damalige Freundin Bitten unvermittelt fragte: „Wann wollen wir heiraten?“

## Firmengründung und -entwicklung

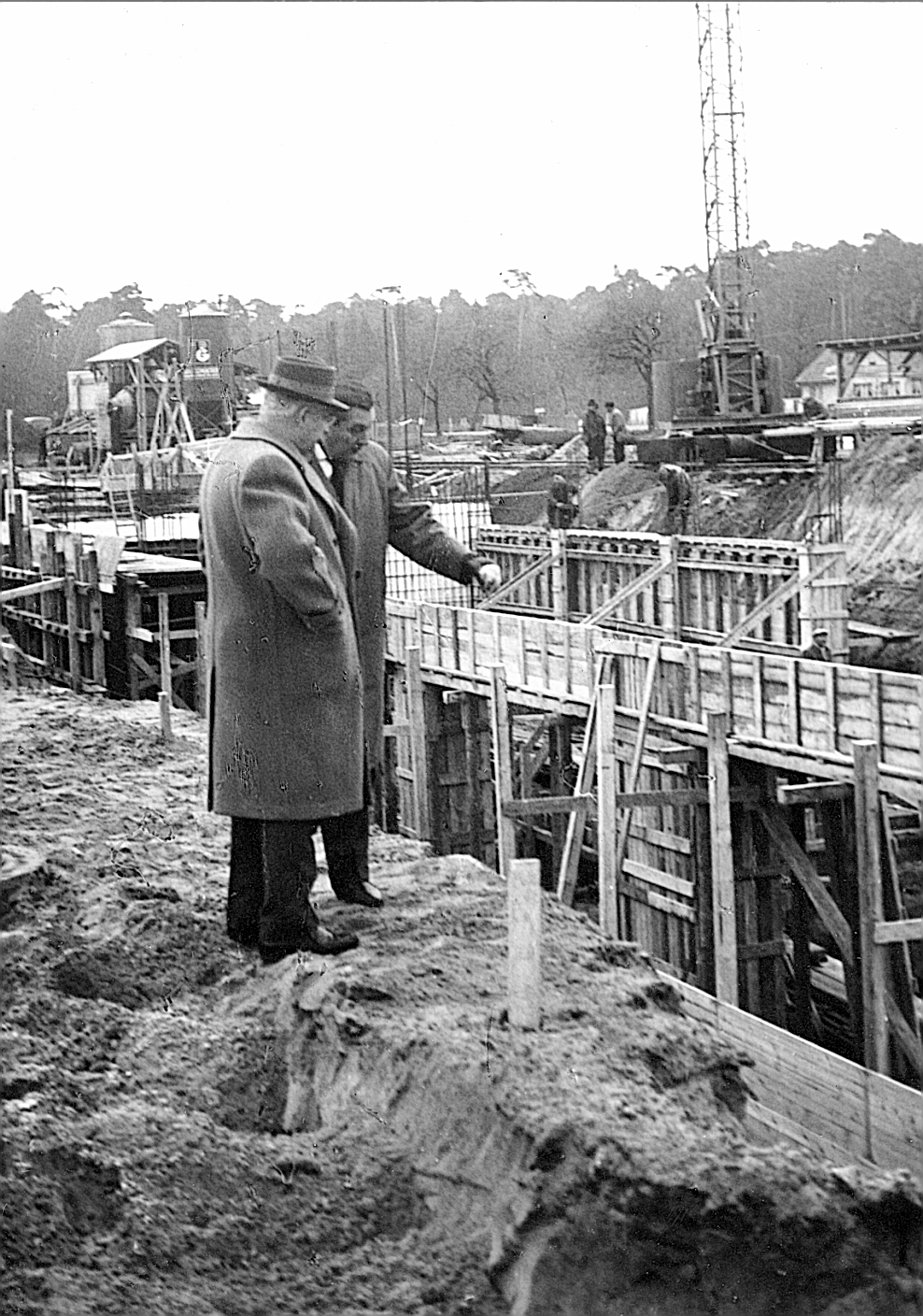
Mads Clausen (links) besucht die Baustelle des Danfoss-Werkes in Flensburg, 1956

Nachdem er von 1928 bis 1933 nacheinander bei drei Firmen als Ingenieur gearbeitet hatte, kehrte Mads Clausen 1933 nach Elsmark im Norden der Insel Alsen zurück und startete in einem Dachbodenzimmer seines Elternhauses seine eigene Fabrik. Grundlage dafür war Clausens Geschäftsidee, Kühlautomatik-Teile, die bislang aus den USA nach Europa importiert werden mussten, selbst herzustellen. So war sein erstes Produkt ein sogenanntes Expansionsventil für Kühlschränke, und zu seiner bescheidenen Anfangs-Ausstattung gehörte ein Wasserfass und eine Fahrrad-Luftpumpe, mit denen er die Ventile testete. Durch seinen Erfindungsreichtum, der ihm auch den Spitznamen „Mads Patent“ eintrug, erweiterte sich in der folgenden Zeit die Produktpalette beständig.
Ursprünglich hatte Mads Clausen seine Firma „Dansk Køleautomatik- og Apparat-Fabrik“ (Dänische Kühlautomatik- und Apparatefabrik) genannt, doch benannte er sie 1946 in „Danfoss“ um, ein Name, der sich von „Danmark“ (Dänemark) und dem Verb „fosse“ (strömen) ableitet. Bis Ende der 1950er Jahre entwickelte sich Danfoss zu größten Fabrik Europas für Automatik-Teile von Kühl- und Heizungsanlagen sowie hermetische Kältekompressoren. 1951 begann der Bau der heutigen modernen Fabrikgebäude in Elsmark, Großkommune Nordborg, im Norden der Insel Alsen auf über 50.000 m2 Grundfläche, die sich später nochmals verdoppelte.
Der Erfolg der Firma wird durch die rasch anwachsende Mitarbeiterzahl illustriert: 1933: 1; 1935: 4; 1939: 26; 1943: 179; 1947: 316; 1951: 764; 1955: 2321; 1958: 3000; 1965: 5200, davon entfielen 1700 Mitarbeiter auf die weltweiten Filialen, die die Firma Danfoss damals bereits in Flensburg, London, Paris, Helsinki, New York, Toronto, Australien, Japan, Indien, Portugal und Spanien hatte. 1961 wurde die Firma Danfoss zu einer Aktiengesellschaft umgebildet, deren Hauptaktionär der „Fabrikant Mads Clausens Fond“ und deren leitender Direktor Mads Clausen wurde.
Mads Clausens Lebensleistung ist in erster Linie der Aufbau seiner Weltfirma Danfoss. Ihm wurde in seiner Heimatregion als wichtigstem Arbeitgeber hoch angerechnet, dass er nie daran gedacht hat, seine Fabrik nach Kopenhagen zu verlegen. So ist es wesentlich Clausens Verdienst, dass Nordschleswig und vor allem die Insel Alsen zu einer Zeit, als immer weniger Menschen in der Landwirtschaft arbeiten konnten, vor einer schweren Strukturkrise und der weitgehenden Abwanderung der jungen Bevölkerung bewahrt blieben.

## Ehrungen
- 1973 benannte die Stadt Flensburg die Mads-Clausen-Straße nach ihm.[4]